# Reese Brantmeier
Reese Brantmeier (ur. 5 października 2004) – amerykańska tenisistka, finalistka juniorskiego US Open 2021 w grze podwójnej.

## Kariera tenisowa
W swojej karierze wygrała jeden turniej singlowy i dwa deblowe rangi ITF. 1 sierpnia 2022 zajmowała najwyższe miejsce w rankingu singlowym WTA Tour – 411. pozycję, natomiast 3 października 2022 osiągnęła najwyższą lokatę w deblu – 236. miejsce.
W 2021 roku podczas US Open zadebiutowała w zawodach wielkoszlemowych w grze mieszanej. Startując w parze z Nicholasem Monroe odpadła w pierwszej rundzie. W tym samym turnieju wystartowała również w rozgrywkach juniorskich, gdzie wraz z Elviną Kalievą dotarła do finału gry podwójnej. W decydującym meczu para Brantmeier-Kalieva przegrał z deblem Ashlyn Krueger-Robin Montgomery 7:5, 3:6, 4–10.

## Wygrane turnieje rangi ITF
| turnieje z pulą nagród 100 000 $ |
| turnieje z pulą nagród 80 000 $  |
| turnieje z pulą nagród 60 000 $  |
| turnieje z pulą nagród 40 000 $  |
| turnieje z pulą nagród 25 000 $  |
| turnieje z pulą nagród 15 000 $  |

### Gra pojedyncza
|    | Data       | Turniej  | ($)    | Naw.   | Finalistka    | Wynik    |
| 1. | 16/07/2023 | Lakewood | 15 000 | twarda | Haley Glavara | 6:4, 6:4 |

### Finały wielkoszlemowych turniejów juniorskich

#### Gra podwójna (0-1)
| Końcowy wynik | Data             | Turniej | Nawierzchnia | Partnerka      | Przeciwniczki                   | Wynik finału   |
| Finalistka    | 11 września 2021 | US Open | Twarda       | Elvina Kalieva | Ashlyn Krueger Robin Montgomery | 7:5, 3:6, 4–10 |